# الغواصة الألمانية يو-121 (1940)
غواصة يو-121  غواصة يو بوت ألمانية من غواصة الفئة الثانية بي بنيت لسلاح بحرية ألمانيا النازية كريغسمارينه، في أحواض فليندر فيرك خلال الحرب العالمية الثانية.